# Walter K. Granger

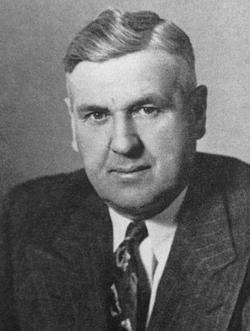
Walter K. Granger

Walter Keil Granger (* 11. Oktober 1888 in St. George, Utah; † 21. April 1978 in Cedar City, Utah) war ein US-amerikanischer Politiker. Zwischen 1941 und 1953 vertrat er den ersten Wahlbezirk des Bundesstaates Utah im US-Repräsentantenhaus.

## Frühe Jahre und Aufstieg
Im Jahr 1894 kam Walter Granger mit seinen Eltern nach Cedar City, wo er die öffentlichen Schulen und dann bis 1909 eine Außenstelle der University of Utah besuchte. Später besuchte er ebenfalls in Cedar City eine Landwirtschaftsschule. In den folgenden Jahren arbeitete er in der Landwirtschaft und hier besonders in der Viehzucht. Er wurde außerdem Mitglied im Kuratorium des Utah State Agricultural College. Zwischen 1914 und 1922 war er Posthalter in Cedar City. Diese Zeit wurde durch seinen Militärdienst bei den US Marines während des Ersten Weltkriegs unterbrochen.

## Politische Laufbahn
Walter Granger war Mitglied der Demokratischen Partei. Zwischen 1923 und 1926 und nochmals von 1930 bis 1932 war er Bürgermeister von Cedar City. Von 1932 bis 1937 gehörte er dem Repräsentantenhaus von Utah an, wobei er im Jahr 1935 Präsident des Hauses war. In den Jahren 1937 bis 1940 war Granger Mitglied der Kommission, die sich mit den öffentlichen Dienstleistungen befasste (Public Service Commission). Bei den Kongresswahlen des Jahres 1940 wurde er für den ersten Wahlbezirk von Utah in das US-Repräsentantenhaus gewählt, wo er am 3. Januar 1941 Orrice Abram Murdock ablöste. Nach einigen Wiederwahlen konnte er sein Mandat im Kongress bis zum 3. Januar 1953 ausüben. Bei den Wahlen des Jahres 1952 hat er nicht mehr kandidiert; stattdessen bewarb er sich erfolglos um einen Sitz im US-Senat. Sein Sitz im US-Repräsentantenhaus fiel dann an Douglas R. Stringfellow. Im Jahr 1954 verfehlte er die Rückkehr in den Kongress.

## Weiterer Lebenslauf
Nach dem Ende seiner politischen Tätigkeit im Kongress arbeitete Walter Granger zunächst wieder in der Landwirtschaft. Zwischen 1967 und 1970 war er Mitglied eines Berufungsausschusses des US-Landwirtschaftsministeriums, in dem es um Fragen der Wald- und Forstverwaltung ging. Danach zog er sich in den Ruhestand nach Cedar City zurück, wo er 1978 im Alter von 89 Jahren verstarb.